# Resolutie 1242 Veiligheidsraad Verenigde Naties
Resolutie 1242 van de Veiligheidsraad van de Verenigde Naties werd op 21 mei 1999 unaniem aangenomen door de VN-Veiligheidsraad.

## Achtergrond
Op 2 augustus 1990 viel Irak zijn zuiderbuur Koeweit binnen en bezette dat land. De Veiligheidsraad veroordeelde de inval onmiddellijk en later kregen de lidstaten carte blanche om Koeweit te bevrijden. Eind februari 1991 was die strijd beslecht en legde Irak zich neer bij alle aangenomen VN-resoluties. In 1995 werd met resolutie 986 het
olie-voor-voedselprogramma in het leven geroepen om met olie-inkomsten humanitaire hulp aan de Iraakse bevolking te betalen.

## Inhoud

### Waarnemingen
Humanitaire hulp aan de Iraakse bevolking bleef tijdelijk noodzakelijk, en die hulp moest gelijk worden verdeeld over alle lagen van de bevolking in het hele land.

### Handelingen
De Veiligheidsraad besloot de provisies van resolutie 986 (het olie-voor-voedselprogramma) met 180 dagen te verlengen, vanaf 25 mei. Gedurende die periode bleef ook paragraaf °2 van resolutie 1153 (het maximumbedrag van US$5,256 miljard waarvoor Irak olie mocht uitvoeren) en resolutie 1175 (de toelating om reserve-onderdelen voor de olie-installaties te kopen) van kracht.
De secretaris-generaal werd gevraagd deze resolutie uit te voeren en te rapporteren of de hulpgoederen correct verdeeld werden, of de door Irak aangekochte reserve-onderdelen voor olie-installaties gebruikt werden waarvoor ze toegelaten waren en of Irak wel voldoende olie kon produceren om het maximumbedrag te halen.

## Verwante resoluties
- Resolutie 1205 Veiligheidsraad Verenigde Naties (1998)
- Resolutie 1210 Veiligheidsraad Verenigde Naties (1998)
- Resolutie 1266 Veiligheidsraad Verenigde Naties
- Resolutie 1275 Veiligheidsraad Verenigde Naties

Lijst ·  1220 ·  1221 ·  1222 ·  1223 ·  1224 ·  1225 ·  1226 ·  1227 ·  1228 ·  1229 ·  1230 ·  1231 ·  1232 ·  1233 ·  1234 ·  1235 ·  1236 ·  1237 ·  1238 ·  1239 ·  1240 ·  1241 ·  1242 ·  1243 ·  1244 ·  1245 ·  1246 ·  1247 ·  1248 ·  1249 ·  1250 ·  1251 ·  1252 ·  1253 ·  1254 ·  1255 ·  1256 ·  1257 ·  1258 ·  1259 ·  1260 ·  1261 ·  1262 ·  1263 ·  1264 ·  1265 ·  1266 ·  1267 ·  1268 ·  1269 ·  1270 ·  1271 ·  1272 ·  1273 ·  1274 ·  1275 ·  1276 ·  1277 ·  1278 ·  1279 ·  1280 ·  1281 ·  1282 ·  1283 ·  1284